# Doussay
Doussay é uma comuna francesa na região administrativa da Nova Aquitânia, no departamento de Vienne. Estende-se por uma área de 27,1 km². Em 2010 a comuna tinha 665 habitantes (densidade: 24,5 hab./km²).